# Rubus hevellicus
Rubus hevellicus är en rosväxtart som först beskrevs av Ernst Hans Ludwig Krause, och fick sitt nu gällande namn av Ernst Hans Ludwig Krause. Rubus hevellicus ingår i släktet rubusar, och familjen rosväxter. Inga underarter finns listade i Catalogue of Life.